# Huejuen
Huejuen (kineski: 慧遠; Vejd-Džajls: Hui-yüan; 334–416) bio je kineski budistički učitelj koji je osnovao Donglin hram na planini Lušan u Đangsi provinciji i napisao tekst Zašto se monasi ne klanjaju pred kraljevima 404. godine. Rođen je u provinciji Šansi, i nakon dugog života budističkog učenja, završio je u provinciji Đangsi, gde je umro 416. godine. Iako je rođen na severu, preselio se na jug da živi na granicama istočne dinastije Đin.
Huejuen je posthumno imenovan Prvim patrijarhom budističke škole Čiste zemlje. Među njegovim sledbenicima su Huejguan (慧觀), Sengđi (僧濟), i Faan (法安).

## Život
Huejuen je počeo studirajući Čuang Cea i Laozija u svojoj mladosti, kao i učenja Konfučija. Međutim, u svojoj 21. godini dok je boravio u Hebej provinciji on se konvertovao u budizam zaslugom Dao Ana, koji je bio kineski sledbenik Kučanskog misionara. Slušanje Daovih propovedi, uverilo je Huejuena da „napusti porodicu” i da se upusti u život budističkih učenja. On je kasnije postao patrijarh hrama Donglin (Istočni šumski hram) na planini Lušan. Njegova učenja su bila raznovrsna, uključujući vinaju (戒律), meditaciju (禪法), abidarmu i prajnu ili mudrost. Iako Huejuen nije preuzeo inicijativu za uspostavljanje odnosa sa sekularnim svetom, imao je kontakte sa dvorskim i plemićkim porodicama. Huejuen je u dva navrata pozvao diktatora Huana Sjuana da učestvuje u raspravama o statusu sveštenstva, i Huejuen je odbranio nezavisnost klera. Pripadnici obrazovanih klasa došli su žive na planini Lu kao Huejuenovi laički sledbenici, koji su učestvovali u verskom životu. Pored svog učenja i interakcija sa sledbenicima budističke vere, on je isto tako održavao učenu prepisku sa monahom Kumarađivom.
Godine 402, on je organizovao grupu monaha i laika u mahajansku sektu poznatu kao Budizam čiste zemlje, pri čemu je Čista zemlja zapadni raj Bude Amitabhe.
Godine 404, Huejuen je napisao traktat Zašto se monasi ne klanjaju pred kraljevima (沙門不敬王者論). Ova knjiga je simbolizovala njegove napore da potvrdi političku nezavisnost budističkog sveštenstva od dvorova monarhijskih vladara. U isto vreme, to je bio religijski i politički tekst koji je imao za cilj da ubedi monarhe i konfucijanske državne ministre da sledbenici budizma ultimatno nisu bili subverzivni. On je zastupao stanovište da budisti mogu postati dobri podanici u kraljevstvu zbog njihovog verovanja u osvetu karme i želje da se rode u raju. Uprkos reputacije budista da napuštaju svoje porodice zarad monaškog života, Huejuen je izjavio da „oni koji se raduju Budinom putu nepromenljivo prvo služe roditeljima i pokoravaju se svojim gospodarima.”

## Literatura
- Bary, Theodor de (1999). Huiyuan: A monk does not bow down before a king. In: Sources of Chinese tradition, vol. I, New York: Columbia University Press, pp. 426-428
- Ebrey, Patricia Buckley (1999). The Cambridge Illustrated History of China. Cambridge: Cambridge University Press.
- Tanaka, Kenneth Kenichi  (1990). The dawn of Chinese pure land Buddhist doctrine: Ching-ying Hui-yuan's Commentary on the Visualization sutra, Albany: State University of New York Press
- Zürcher, E. and  Teiser, Stephen F. (2007). Buddhist Conquest of China: The Spread and Adaptation of Buddhism in Early Medieval China (3rd  Edition).
- Broughton, Jeffrey L. (1999), The Bodhidharma Anthology: The Earliest Records of Zen, Berkeley: University of California Press, ISBN 978-0-520-21972-4
- Chen, Kenneth Kuan Sheng. Buddhism in China: A historical survey. Princeton, N.J., Princeton University Press, 1964.
- Dumoulin, Heinrich (2005), Zen Buddhism: A History, 1: India and China, Bloomington, IN: World Wisdom, ISBN 978-0-941532-89-1
- Han Yu. "Sources of Chinese Tradition. c. 800.
- Ebrey, Patricia Buckley (1999), The Cambridge Illustrated History of China, Cambridge: Cambridge University Press, ISBN 978-0-521-66991-7 (paperback).
- Hill, John E (2009). Through the Jade Gate to Rome: A Study of the Silk Routes during the Later Han Dynasty, 1st to 2nd Centuries CE.. John E. Hill. BookSurge, Charleston, South Carolina. ISBN 978-1-4392-2134-1..
- Hodus, Lewis (1923), Buddhism and Buddhists in China
- Kambe, Tstuomu, Bodhidharma. A collection of stories from Chinese literature (PDF), Архивирано из оригинала (PDF) 6. 11. 2015. г., Приступљено 19. 2. 2013
- Lai, Hongyi Harry (2003), The Religious Revival in China. In: Copenhagen Journal of Asian Studies 18
- Laliberte, Andre (2011), Buddhist Revival under State Watch, in: Journal of Current Chinese Affairs, 40, 2,107-134, Архивирано из оригинала 25. 12. 2019. г., Приступљено 25. 06. 2020
- Liebenthal, Walter. Was ist chinesischer Buddhismus Asiatische Studien: Zeitschrift der Schweizerischen Asiengesellschaft, 1952 http://data.datacite.org/10.5169/seals-145467
- McRae, John R. (2000), „The Antecedents of Encounter Dialogue in Chinese Ch'an Buddhism”,  Ур.: Heine, Steven; Wright, Dale S., The Kōan: Texts and Contexts in Zen Buddhism, Oxford University Press, Архивирано из оригинала 25. 07. 2012. г., Приступљено 25. 06. 2020
- Saunders, Kenneth J. (1923). „Buddhism in China: A Historical Sketch”. The Journal of Religion. 3 (2): 157—169. doi:10.1086/480342.
- Saunders, Kenneth J. (1923). „Buddhism in China: A Historical Sketch”. The Journal of Religion. 3 (3): 256—275. doi:10.1086/480355.
- Welch, Holmes (1967). The practice of Chinese Buddhism. Cambridge, Massachusetts: Harvard University Press.
- Welter, Albert (2000), Mahakasyapa's smile. Silent Transmission and the Kung-an (Koan) Tradition. In: Steven Heine and Dale S. Wright (eds)(2000): "The Koan. Texts and Contexts in Zen Buddhism, Oxford: Oxford University Press
- Yang, Fenggang; Wei, Dedong, THE BAILIN BUDDHIST TEMPLE: THRIVING UNDER COMMUNISM (PDF), Архивирано из оригинала (PDF) 6. 6. 2010. г.
- Zhu, Caifang (2003), Buddhism in China Today: The Example of the Bai Lin Chan Monastery. Perspectives. 4 (2). јун 2003. Недостаје или је празан параметар |title= ([[Помоћ:CS1 грешке#citation_missing_title|помоћ]])[[Категорија:Странице са изворима без наслова]][[Категорија:CS1 одржавање: Формат датума]] (PDF), Архивирано из оригинала (PDF) 29. 9. 2010. г. Сукоб URL—викивеза (помоћ)
- Amstutz, Galen (1998). „The Politics of Pure Land Buddhism in India”. Numen. 45 (1): 69—96. JSTOR 3270334. doi:10.1163/1568527981644428.
- Inagaki, Hisao, trans. (2003), The Three Pure Land Sutras (PDF), Berkeley: Numata Center for Buddhist Translation and Research, ISBN 1-886439-18-4, Архивирано из оригинала (PDF) 12. 5. 2014. г..
- Jones, Charles B (2021). Pure Land: History, Tradition, and Practice., Shambhala Publications, . ISBN 978-1-61180-890-2. Недостаје или је празан параметар |title= (помоћ).
- Müller, F. Max (trans) Buddhist Mahâyâna texts Vol.2: The larger Sukhâvatî-vyûha, the smaller Sukhâvatî-vyûha, the Vagrakkedikâ, the larger Pragñâ-pâramitâ-hridaya-sûtra, the smaller Pragñâ-pâramitâ-hridaya-sûtra. The Amitâyur dhyâna-sûtra, translated by J. Takakusu. Buddhist Mahâyâna texts. Oxford: Clarendon Press. 1894..
- Shi Wuling: In one Lifetime: Pure Land Buddhism, Amitabha Publications, Chicago 2006. . ISBN 978-1-59975-357-7. Недостаје или је празан параметар |title= (помоћ).
- Halkias, Georgios and Richard Payne. Pure Lands in Asian Texts and Contexts: An Anthology. University of Hawaii Press, 2019.
- Halkias, Georgios. Luminous Bliss: A Religious History of Pure Land Literature in Tibet, with an annotated English translation and critical edition of the Orgyan-gling Gold manuscript of the short Sukhāvatīvyūha-sūtra. Hawaii: University of Hawai‘i Press 2013. . ISBN 9780824835903. Недостаје или је празан параметар |title= (помоћ)
- Johnson, Peter, trans. (2020). The Land of Pure Bliss, On the Nature of Faith & Practice in Greater Vehicle (Mahāyāna) Buddhism, Including a Full Translation of Shàndǎo's Commentary in Four Parts Explaining The Scripture About Meditation on the Buddha ‘Of Infinite Life’ (Amitāyur Buddha Dhyāna Sūtra, 觀無量壽佛經), . ISBN 978-1-7923-4208-0. Недостаје или је празан параметар |title= (помоћ).
- Shinko Mochizuki, Leo M. Pruden, Trans. (1999). Pure Land Buddhism in China: A Doctrinal History, Chapter 1: A General Survey. In: Pacific World Journal, Third Series, Number 1, 91–103. Archived from the original
- Shinko Mochizuki, Leo M. Pruden, Trans. (2001). Pure Land Buddhism in China: A Doctrinal History, Chapter 2: The Earliest Period; Chapter 3: Hui-yuan of Mt.Lu; and Chapter 4: The Translation of Texts-Spurious Scriptures. In: Pacific World Journal, Third Series, Number 3, 241–275. Archived from the original
- Shinko Mochizuki, Leo M. Pruden, Trans. (2002). Pure Land Buddhism in China: A Doctrinal History, Chapter Five: The Early Pure Land Faith: Southern China, and Chapter Six: The Early Pure Land Faith: Northern China. In: Pacific World Journal, Third Series, Number 4, 259–279. Archived from the original
- Shinko Mochizuki, Leo M. Pruden, Trans. (2000). Pure Land Buddhism in China: A Doctrinal History, Chapter 7: T'an-luan. In: Pacific World Journal, Third Series, Number 2, 149–165. Archived from the original
- Kenneth Tanaka (1989). Bibliography of English-language Works on Pure land Buddhism: Primarily 1983–1989, Pacific World Journal, New Series, Number 5, 85–99. PDF
- Woodhead, Linda (2016). Religions in the Modern World: Traditions and Transformations (3rd изд.). Routledge. стр. 142.
- Schopen, Gregory (1987). „The Inscription on the Kuṣān Image of Amitābha and the Charakter of the Early Mahāyāna in India” (PDF). The Journal of the International Association of Buddhist Studies. 10 (2): 99—138. Архивирано из оригинала (PDF) 25. 01. 2022. г. Приступљено 04. 02. 2023.
- Buswell, Robert Jr; Lopez, Donald S. Jr., ур. (2013). Princeton Dictionary of Buddhism. Princeton, NJ: Princeton University Press. стр. 867. ISBN 978-0-691-15786-3.